# アルブミン/グロブリン比

血清蛋白の分画：左の大きなピークがアルブミン、右のα1からγまでがグロブリン。
上は健常人、下は多発性骨髄腫でモノクローナルな免疫グロブリンが増加しA/G比が低下した状態。

アルブミン／グロブリン比(A/G比)とは、血清中のアルブミンとグロブリンの比であり、アルブミンやグロブリンの増減を来す様々な病態のスクリーニング検査として用いられる。

## 概要
アルブミン／グロブリン比(A/G比)（（英）albumin/globulin ratio、 albumin-globulin ratio、AGR）とは、血清蛋白のうちのアルブミンとグロブリンの比である。
通常、血清のアルブミンと血清総蛋白の測定値から算出される。
　　アルブミン／グロブリン比(A/G比) ＝ アルブミン ／（総蛋白 - アルブミン）
A/G比は、日常初期診療における基本的な検査に含まれる、血清総蛋白と血清アルブミンの値から簡単に算出することができ、同時に報告されることも多い。
単独で特定の疾患を診断できる項目ではないが、アルブミンやグロブリンの増減を来す様々な病態を検出することができる、全身状態のスクリーニング検査として用いられる。

## 基準値
A/G比の基準値は、日本の共有基準範囲では、1.32 ー 2.23 である。

## 臨床的意義
A/G比は、通常、低下が問題になる。

### A/G比低値がみられる病態

#### （主に）アルブミンの低下によるもの
- ネフローゼ症候群：尿へのアルブミン喪失。
- 蛋白漏出性胃腸症：便へのアルブミン喪失。
- 栄養失調、吸収不良：アルブミン合成低下。
- 先天性無アルブミン血症：非常にまれ。

#### アルブミンの低下とグロブリンの増加によるもの
- 慢性炎症：膠原病、慢性感染症、悪性腫瘍、など。急性相反応物質[※ 3]（α1、α2グロブリン）と免疫グロブリンが増加し、アルブミンは低下する。
- 慢性肝障害（慢性肝炎・肝硬変）：アルブミンを始めとする肝臓で合成される蛋白が低下し、免疫グロブリンが増加する。

#### （主に）グロブリンの増加によるもの
- 多発性骨髄腫：腫瘍化した形質細胞の産生する免疫グロブリンが単クローン性に増加にする。
- 妊娠：α、βグロブリンが増加するため、A／G比は低下する[3]。
- HIV感染症：免疫不全症ではあるが、免疫グロブリンはむしろ増加しており、A/G比は低下する[4]。

### A/G比高値がみられる病態

#### アルブミンの増加によるもの
アルブミンのみが増加する病態は知られていない。

#### グロブリンの低下によるもの
原発性免疫不全症候群（無ガンマグロブリン血症など抗体産生不全のあるタイプ）、
および、糖質コルチコイド、免疫抑制剤、などによる続発性の免疫不全においては、
免疫グロブリンの産生が低下して
A/G比が高くなる。
なお、小児では免疫グロブリンが成人に比べ低値であり、A/G比は高めになる。また、健常人でのA/G比高値の多くは、免疫グロブリン（特にIgG）の僅かな低値が原因である。

### 疾患の予後予測
一般に、スクリーニングの場で、A/G比が低下していれば、より状態が悪いと推定される。
「栄養不良や慢性炎症によるアルブミンの低下」と「慢性炎症によるグロブリンの増加」のいずれか、または、両方の存在が示唆されるからである。
各種の悪性腫瘍患者（大腸癌、肝細胞癌、胃癌、食道癌、腎細胞癌、尿路上皮癌、悪性リンパ腫、上咽頭癌、肺癌、脳膠芽腫）
において、A/G比の低値が、全生存期間の短縮とリンパ節転移に有意に関連するとされる。
また、慢性腎臓病（CKD）や心不全においても、A/G比低下が予後不良の予測因子であると報告されている。